# Benjamin Lee Whorf
Benjamin Lee Whorf (/wɔːrf/; 24 tháng 4 năm 1897 - 26 tháng 7 năm 1941) là một nhà ngôn ngữ học và kỹ sư phòng cháy người Mỹ. Whorf được biết đến rộng rãi là nhân vật ủng hộ quan niệm cho rằng cấu trúc của ngôn ngữ có thể tác động đến nhận thức của con người về thế giới xung quanh. Ý tưởng này thường được gọi là "giả thuyết Sapir–Whorf", đặt theo tên ông và học giả cố vấn Edward Sapir, song bản thân Whorf gọi nó là định luật tương đối ngôn ngữ, bởi vì ông thấy nó có nhiều hệ quả ngầm định tương tự như thuyết tương đối của Einstein trong vật lý. Tuy nhiên, ngọn nguồn của ý tưởng này xuất phát từ trường phái triết học hậu-Hegel hồi thế kỷ 19, đặc biệt là những suy tưởng của triết gia Wilhelm von Humboldt; và từ phương pháp Völkerpsychologie của Wilhelm Wundt.
Whorf gắn bó với ngành kỹ thuật hóa học suốt cả cuộc đời, nhưng từ lúc còn trẻ, ông đã bộc lộ niềm đam mê ngôn ngữ học. Ban đầu, ông bị thu hút bởi việc nghiên cứu tiếng Do Thái trong Kinh thánh, song mau chóng từ bỏ sở thích này để tự mình tìm tòi về các ngôn ngữ bản địa của Trung Bộ châu Mỹ. Các học giả chuyên ngành đã cực kỳ ấn tượng trước công trình của ông và vào năm 1930, Whorf nhận được tài trợ để thực hiện một chuyến du khảo tới Mexico nhằm nghiên cứu tiếng Nahuatl. Khi trở về nước, ông đã trình bày một loạt các bài báo học thuật rất có ảnh hưởng về thứ tiếng này tại các hội nghị ngôn ngữ học.
Whorf bắt đầu tìm hiểu sâu hơn về ngôn ngữ học dưới sự chỉ bảo của Edward Sapir tại Đại học Yale, đồng thời vẫn duy trì công việc hằng ngày của mình tại Công ty Bảo hiểm Hỏa hoạn Hartford. Trong thời gian đó, ông tiếp tục hoàn thiện các mô tả về tiếng Hopi (bao gồm tuyên bố phi thường rằng người Hopi không hẳn có quan niệm về thời gian), nghiên cứu tiến trình lịch sử của ngữ hệ Ute-Aztec, và xuất bản nhiều bài báo nổi bật đăng trên các tạp chí chuyên ngành. Ông được chọn làm giảng viên thay thế cho Sapir trong thời gian vị học giả đây dưỡng bệnh vào năm 1938. Whorf đã tổ chức bài giảng seminar mang tên "Các vấn đề về ngôn ngữ học Anh-điêng ở Mỹ". Ngoài công trình nổi tiếng về thuyết tương đối ngôn ngữ, ông còn thảo các bản tóm tắt ngữ pháp của tiếng Hopi và các nghiên cứu về phương ngữ tiếng Nahuatl, cũng như đề xuất phương án giải mã chữ tượng hình Maya và xuất bản nỗ lực đầu tiên hướng tới việc phục nguyên sơ ngữ Ute-Aztec.

## Tiểu sử

### Tuổi trẻ
Benjamin Lee Whorf chào đời ngày 24 tháng 4 năm 1897 tại Winthrop, Massachusetts. Cha ông là Harry Church Whorf, một nghệ sĩ, trí thức và nhà thiết kế – ban đầu làm nghệ sĩ thương mại nhưng về sau theo nghề viết kịch; mẹ ông là Sarah Edna Lee Whorf. Benjamin có hai người em trai là John và Richard Whorf, cả hai đều là những nghệ sĩ nổi tiếng. John trở thành một họa sĩ có tầm cỡ quốc tế; Richard trở thành một diễn viên và góp mặt trong nhiều bộ phim đơn cử như Yankee Doodle Dandy, sau này quay sang làm đạo diễn truyền hình và được đề cử giải Emmy cho một số chương trình ví dụ như The Beverly Hillbillies. Benjamin là người hiếu kỳ và sáng dạ nhất trong số ba anh em nhà Whorf. Hồi còn nhỏ, ông từng lấy thiết bị chụp ảnh của cha ra để thực hành thí nghiệm hóa học. Benjamin ngoài ra cũng rất ham mê đọc sách, quan tâm đến nhiều đề tài như thực vật học, chiêm tinh học và Trung Mỹ thời tiền sử. Ông từng đọc nhiều lần cuốn sử ký Cuộc chinh phục Mexico của William H. Prescott. Năm 17 tuổi, ông bắt đầu ghi chép những suy tư và hoài bão của mình vào một quyển nhật ký.

### Sự nghiệp phòng cháy chữa cháy
Năm 1918, Whorf tốt nghiệp ngành kỹ thuật hóa học của Học viện Công nghệ Massachusetts với kết quả học tập trung bình. Năm 1920, ông kết hôn với Celia Inez Peckham và họ có với nhau ba người con là Raymond Ben, Robert Peckham và Celia Lee. Cùng khoảng thời gian đó, ông bắt đầu làm kỹ sư kiêm thanh tra phòng cháy chữa cháy cho Công ty Bảo hiểm Hỏa hoạn Hartford. Ông rất xuất sắc trong công việc và nhận được nhiều lời khen từ các nhà tuyển dụng. Phận sự của Whorf tại công ty là đi kiểm tra hệ thống chữa cháy của các cơ sở sản xuất trên khắp New England. Có giai thoại kể về dịp ông đến một nhà máy hóa chất, nơi giám đốc từ chối cho ông vào vì quy trình sản xuất tại đây vốn là bí mật thương mại. Sau khi biết được nhà máy sản xuất cái gì, Whorf đã viết công thức hóa học lên một mẩu giấy và nói với giám đốc: "Tôi nghĩ đây là những gì anh đang làm". Vị giám đốc ngạc nhiên hỏi Whorf làm cách nào mà ông biết được quy trình bí mật ấy tài tình như vậy, và ông chỉ đáp một câu: "Anh không thể làm điều đó theo bất kỳ cách nào khác."